# Камої (авіаносець)
«Камої» (яп. 神威) — японський гідроавіаносець.

## Історія створення
«Камої» був збудований у 1922 році як танкер. Здійснював рейси між японськими островами. У 1933 році перебудований на гідроавіаносець.

## Історія служби
1 червня 1936 року зарахований до 3-ї дивізії авіаносців. У липні 1937 році брав участь у пошуках зниклої американської льотчиці Амелії Ергарт. У 1939 році пройшов модернізацію, на ньому були розміщені додаткові гідролітаки. 15 листопада 1940 року переведений до 24-ї повітряної флотилії, яка 1 грудня 1941 року увійшла до складу 4-го японського флоту.
У січні 1942 року брав участь у вторгненні на Рабаул і Кавіенг. З 1 квітня 1942 року 24-та повітряна флотилія увійшла до складу 11-го повітряного флоту. З 1 квітня 1943 року корабель увійшов до складу 3-го Південного експедиційного флоту, Південно-Західної зони флоту.
8 січня 1944 «Камої» був сильно пошкоджений внаслідок атаки підводного човна «Bowfin» поблизу Макасара. Під час ремонту в Сінгапурі з авіаносця зняли літаки. Ремонт завершився 29 серпня 1944 року, на авіаносці знову розмістили літаки.

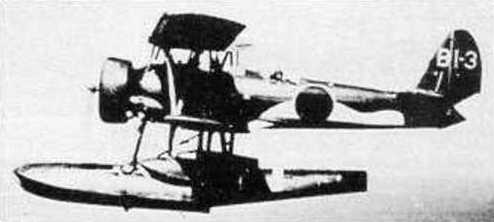
Літаки Nakajima E8N, які розміщувались на Камої

24 вересня корабель був легко пошкоджений внаслідок авіанальоту поблизу Корон Бей. Через три дні сильно постраждав внаслідок атаки американського підводного човна при виході з Манільської затоки. Корабель вирушив на ремонт у Йокосуку. Ремонт завершився 31 грудня 1944 року, і корабель взяв участь в конвої з Моджі в Сінгапур.
16 січня був пошкоджений під час авіанальоту на Гонконг, після чого виведений зі складу конвою та відправлений на ремонт. 5 квітня 1945 року, коли ремонт ще не був завершений, корабель вчергове постраждав від авіанальоту, внаслідок чого затонув на мілководді.
У травні 1947 року виведений з експлуатації.